# Мильчане

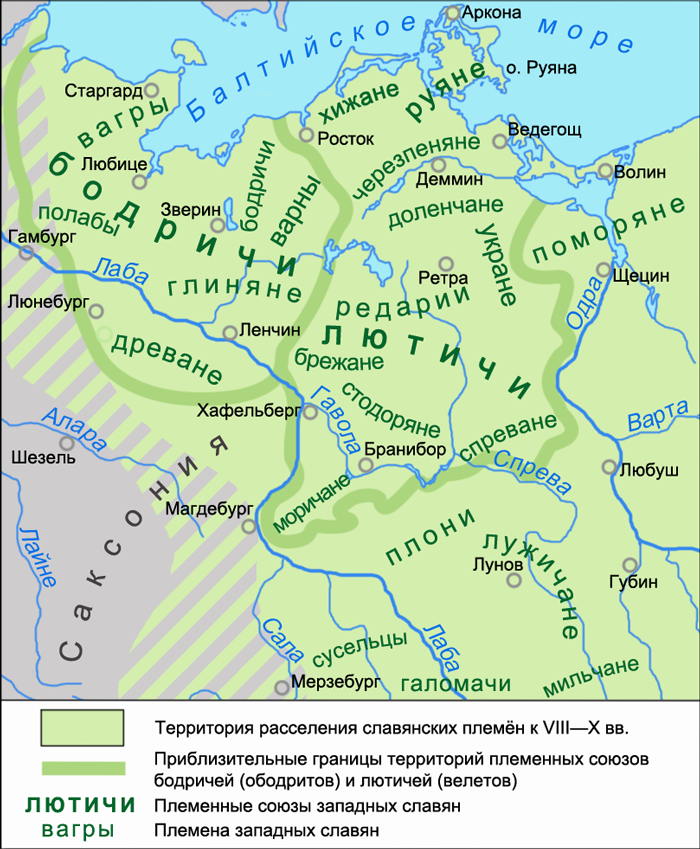
Племя мильчан на карте размещения полабских племён в VIII—X веках

Мильча́не (в.-луж. Milčenjo, н.-луж. Milcany, чеш. Milčané, нем. Milzener, пол. Milczanie) — средневековое западнославянское племя, входившее в племенную группу лужицких сербов вместе с далеминцами, сорбами, лужичанами, нишанами, сусельцами и другими племенами. Мильчане являются предками лужичан (главным образом Верхней Лужицы), славянского народа на востоке Германии. Впервые племя мильчан упоминается в хронике Баварского Географа IX века как Milzane.
Мильчане населяли во второй половине I тысячелетия территорию в районе Будишина, приблизительно соответствующую современной Верхней Лужице (первоначально носившей название Будишинская земля). Наряду со слубянами, жаровянами и другими племенами мильчане являются частью колонизационного потока славян, начавшего переселение в междуречье Эльбы и Одера с VI века. Предположительно, славяне, раньше других освоившие данный регион, представляли суковско-дзедзицкую культуру. Позднее территория расселения мильчан подверглась влиянию славян сербской (рюсенской) культуры. Районы к западу от земель племени мильчан на реке Эльбе населяли далеминцы (галомачи) и нишане, к северо-западу — нижичи, к востоку за рекой Бубр размещались силезские племена (бобжане, дзядошане и другие), к северу от мильчан размещалось племя лужичан, к югу находились области расселения чехов.
Вместе с расширением к IX веку сербского племенного союза начинает распространяться этноним сорбы среди западнославянских племён, включая и мильчан, на территории вплоть до среднего течения Одера. В начале X века племя мильчан было покорено немцами, как и все остальные племена союза сорбов.
Вместе с лужичанами мильчане стали основными племенами, принявшими участие в формировании серболужицкого этноса. Территориально область расселения мильчан совпадает с ареалом верхнелужицкого языка.
Деление на Нижнюю и Верхнюю Лужицу появляется с XV века.